# Luigi Mayer
Luigi Mayer (1º marzo 1755 – Londra, 1º gennaio 1803) è stato un disegnatore e pittore italiano di origine tedesca. È considerato tra i più importanti pittori dell'Impero ottomano della fine del XVIII secolo.

## Vita

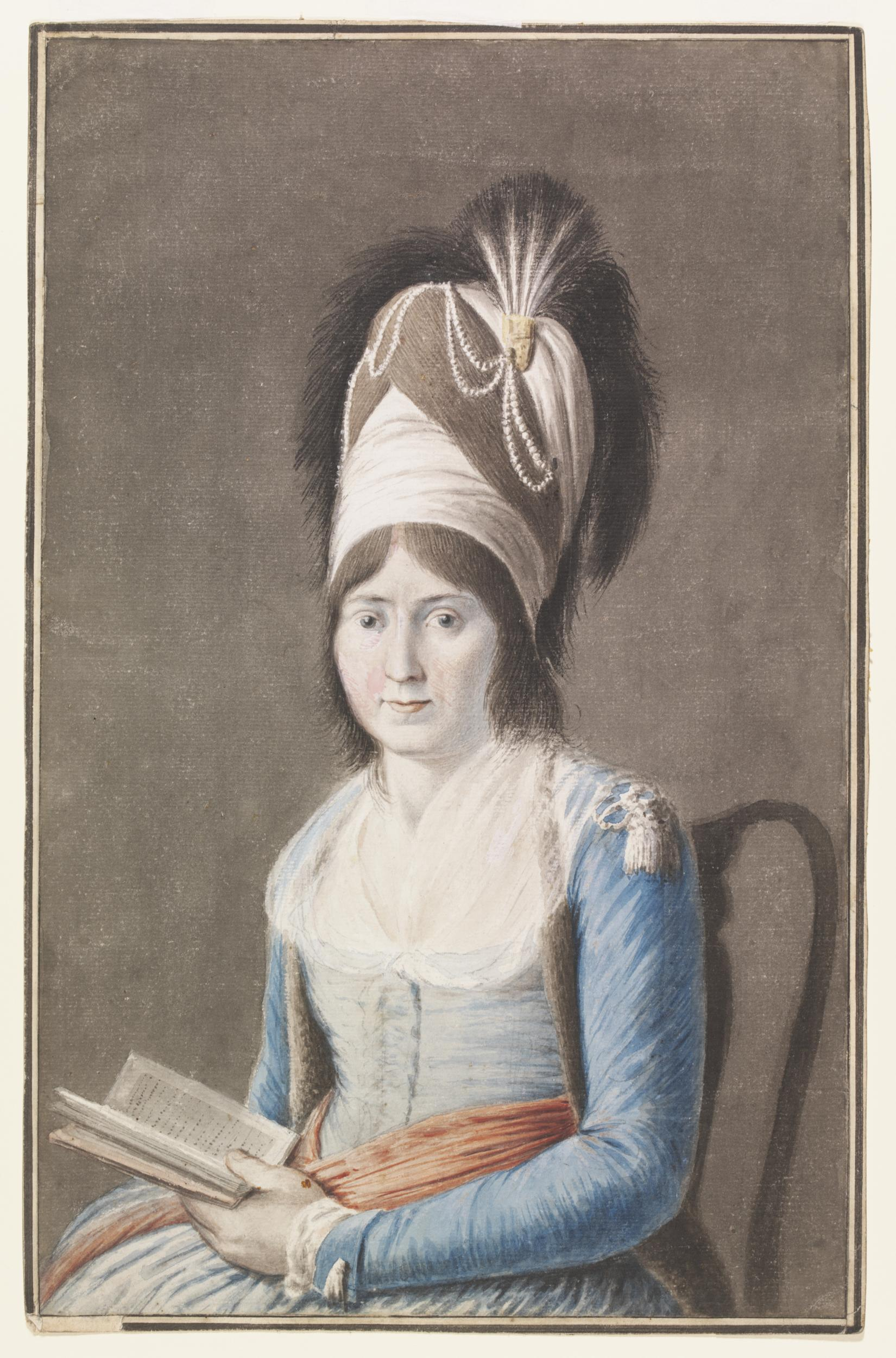
Clara Barthold Mayer, 1799, Ritratto della moglie con un turbante ottomano.

Mayer nacque in Italia ed era probabilmente di origine tedesca. Firmava le sue opere rispettivamente come Luigi Mayer Romano e come Aloysius Mayer Romanus. A Roma, dove risiedette per diversi anni, era presente nel 1771 come allievo all'Accademia di San Luca. Lì probabilmente ricevette anche una formazione artistica da Giovanni Battista Piranesi.
Lavorò in seguito per Ferdinando IV di Napoli e per Ignazio Paternò Castello, principe di Biscari (1719-1786) a Catania. Per quest'ultimo, Regio Custode del Val Demone e del Val di Noto dal 1778, realizzò una serie di vedute per documentare non solo i paesaggi etnei, ma anche i ritrovamenti archeologici di un vastissimo territorio.
Frequentò Jean-Pierre Houël anche lui viaggiatore e disegnatore di vedute siciliane. Dopo la morte del Biscari, tra il 1786 e il 1794 documentò l'Impero ottomano, e divenne celebre per i suoi schizzi e dipinti di paesaggi panoramici di siti antichi dai Balcani alle isole greche, Turchia ed Egitto, in particolare i monumenti antichi e il Nilo. Come amico di Sir Robert Ainslie (≈1730-1812), ambasciatore britannico presso la Sublime porta dal 1776 al 1792, creò, intorno al 1786 , una serie di dipinti e disegni raffiguranti le vedute di edifici nell'Impero ottomano e negli stati barbareschi, che conservò nei suoi viaggi frequenti a spese di Ainslie fino al 1794.
Le sue opinioni sui paesi dei Balcani, della Grecia, dell'Asia Minore e di varie parti arabe dell'Impero ottomano, tra cui la Palestina e l'Egitto, nonché le reggenze ottomane del Maghreb, apparse in varie pubblicazioni dal 1801 in poi, lo resero ampiamente noto come orientalista e fornì una visione storicamente significativa dei paesaggi, dei panorami, degli edifici e della vita delle persone nell'impero ottomano alla fine del XVIII secolo.
Molte delle opere erano accumulate nella collezione di Ainslie, che fu successivamente presentata al British Museum, fornendo una preziosa panoramica del Medio Oriente di quel periodo. Fu supportato nel suo lavoro dalla sua assistente e moglie Clara Barthold Mayer, probabilmente la figlia di un draomanno di origine svizzera. La coppia, che si era sposata a Costantinopoli, si trasferì a Londra nel 1794 dove possedeva una casa a Portman Square. Dopo la morte del marito, Clara Barthold Mayer continuò le pubblicazioni avviate dal marito.

## Galleria d'immagini

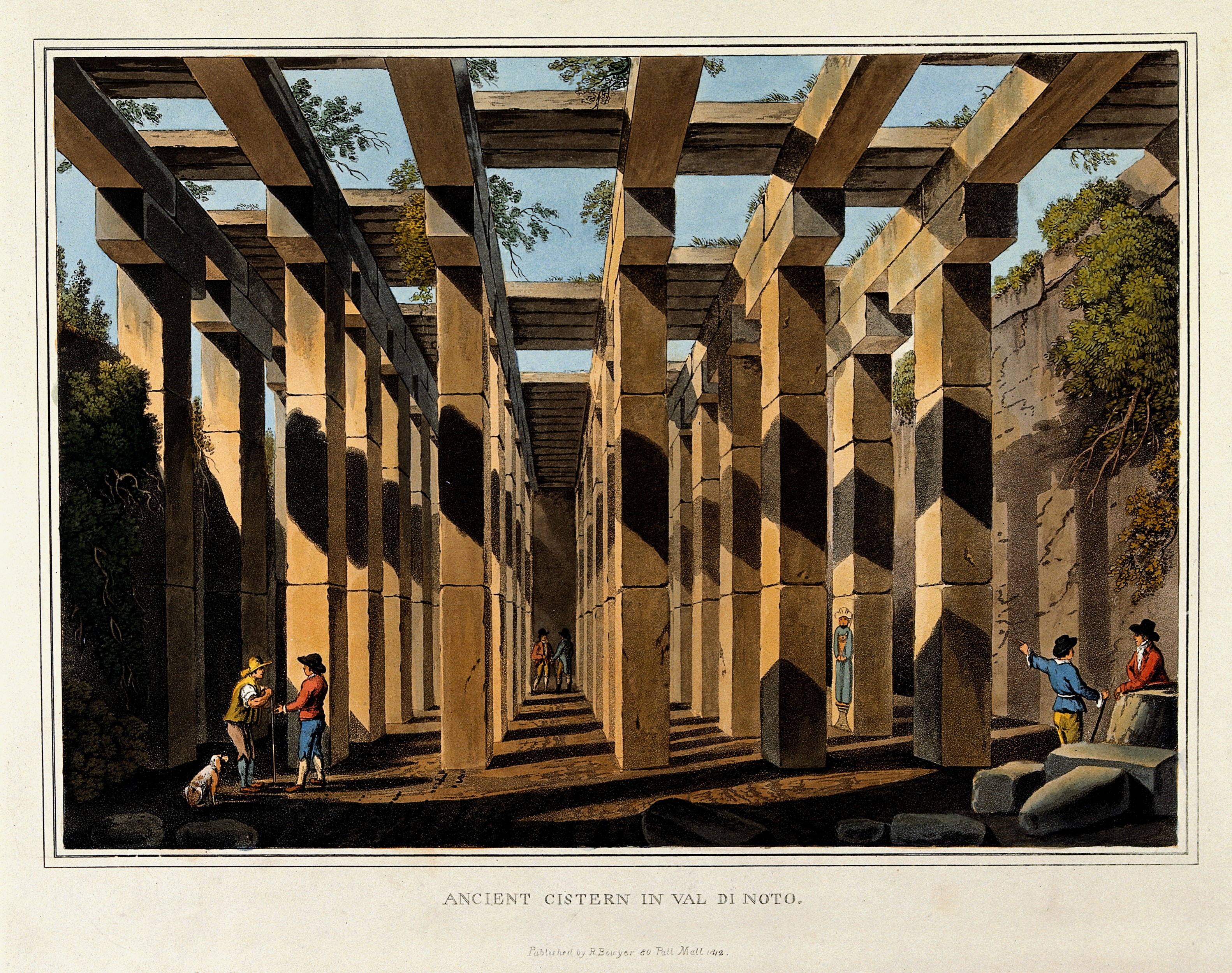
Antiche cisterne in Val di Noto, Sicilia
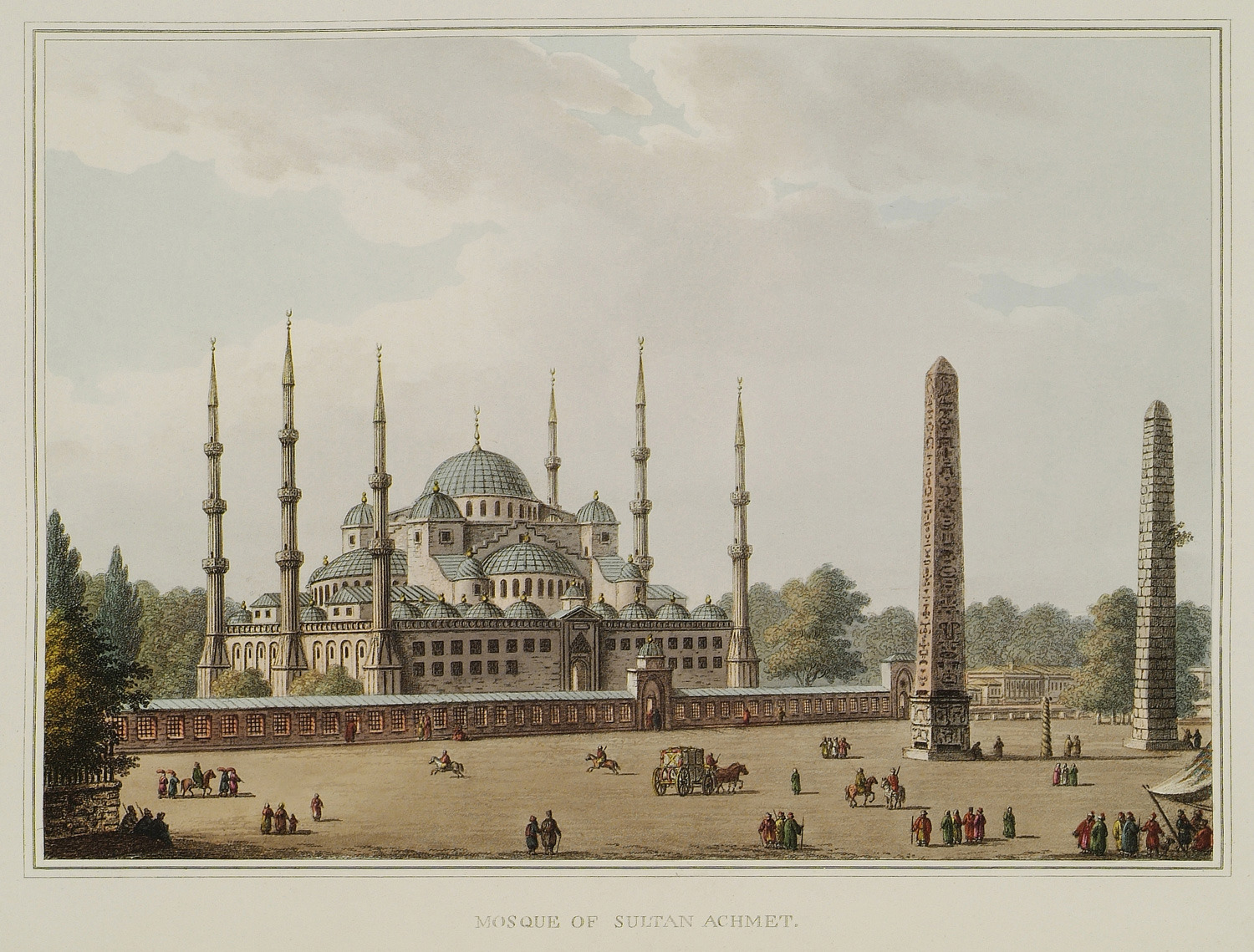
Moschea del sultano Ahmed, Istanbul
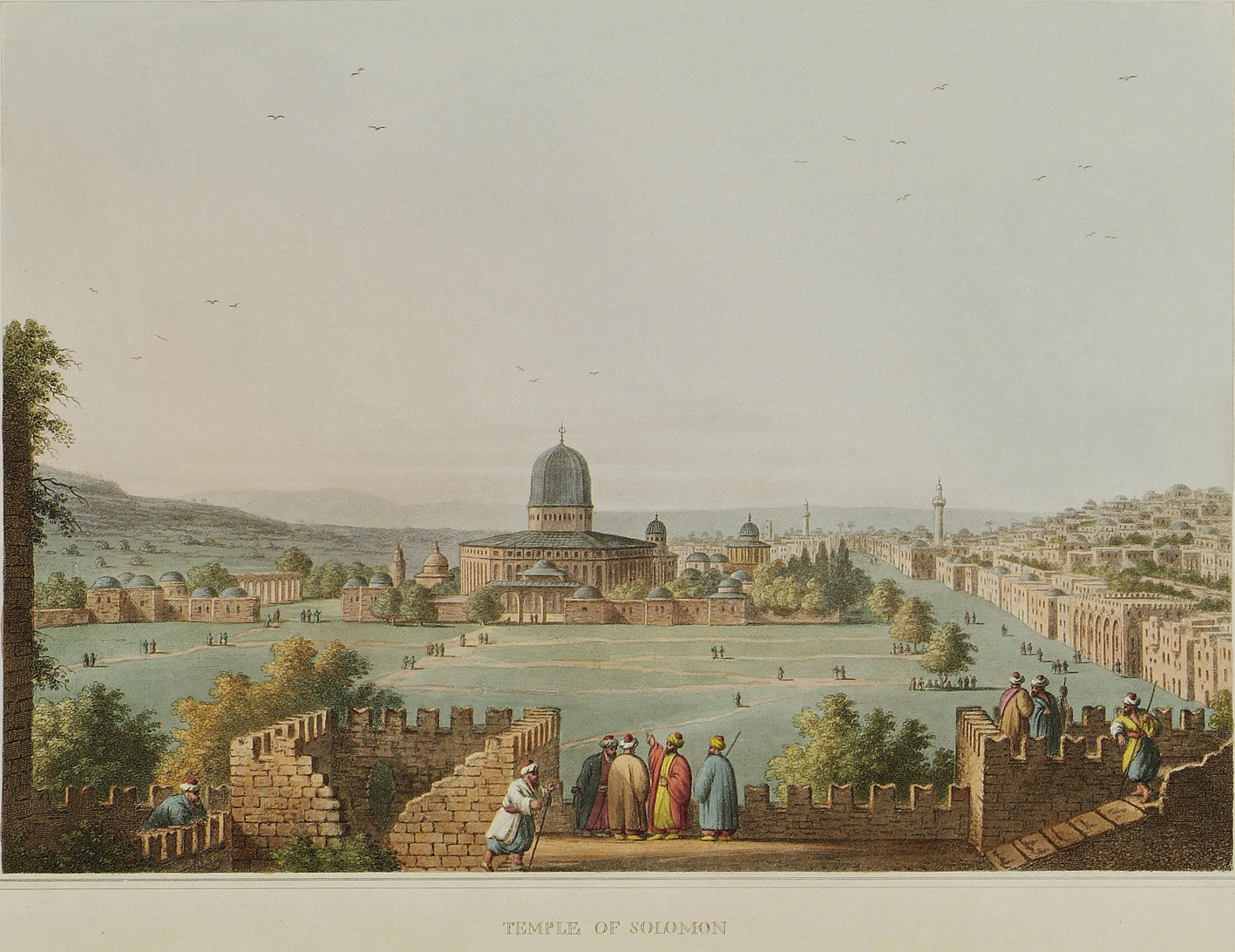
Altopiano sul Monte del Tempio con Cupola della Roccia, Gerusalemme